# Botanitsjny Sad (metrostation)
Botanitsjny Sad (Oekraïens: Ботанічний сад, ⓘ; Russisch: Ботанический сад, Botanitsjeski sad) is een van de twee nieuwste stations van de metro van Charkov. Het station maakt deel uit van de Oleksiejivska-lijn en werd geopend op 2 augustus 2004. Het metrostation bevindt zich onder de Prospekt Lenina (Leninlaan), in de wijk Pavlove Pole ten noorden van het stadscentrum. Station Botanitsjny Sad is genoemd naar de nabijgelegen botanische tuin van de Nationale Universiteit van Charkov. In de omgeving van het station bevindt zich ook een groot aantal wooncomplexen voor studenten.
Het station is ondiep gelegen en beschikt over een perronhal met ronde zuilen. Voor de inrichting van het station, waarin in overeenstemming met zijn naam groene tinten domineren, werd gekozen voor een geheel nieuw ontwerp, dat grote overeenkomsten vertoont met het naburige station 23 Serpnja. De wanden langs de sporen zijn bekleed met groene en lichtblauwe geëmailleerde tegels met reliëf en zijn gedecoreerd met acht mozaïeken met plantenmotieven. De zuilen op het perron zijn afgewerkt met een lichtgroen mozaïek, de vloer is geplaveid met grijze tegels van gepolijst graniet. Het station heeft twee ondergrondse lokettenzalen, die beide versierd zijn met in lichtkasten opgehangen foto's van Charkov. Vanuit de noordelijke lokettenzaal leiden vier uitgangen naar de kruising van de Prospekt Lenina en de Voelytsja Otakara Jarosja, de zuidelijke lokettenzaal heeft één uitgang in het park ten zuiden van het kruispunt.
Station Botanitsjny Sad ligt in de vallei Sarzjyn Jar en werd gebouwd door middel van de openbouwmethode, waarna het werd bedekt met een dijklichaam. Aanvankelijk wilde men de vallei overspannen met een twee niveaus tellende brug, waarover zowel de metrolijn (onderste niveau) als de Prospekt Lenina (bovenste niveau) zouden lopen. In het bovengrondse station zou door glazen wanden aan beide zijden van deze brug daglicht doordringen. Vanwege de schade aan het landschap die deze oplossing zou veroorzaken koos men uiteindelijk voor een ondergrondse variant. De bovenliggende wegen werden tegelijk met de aanleg van het station heringericht.